# Wolfgang Wilhelm Heberer

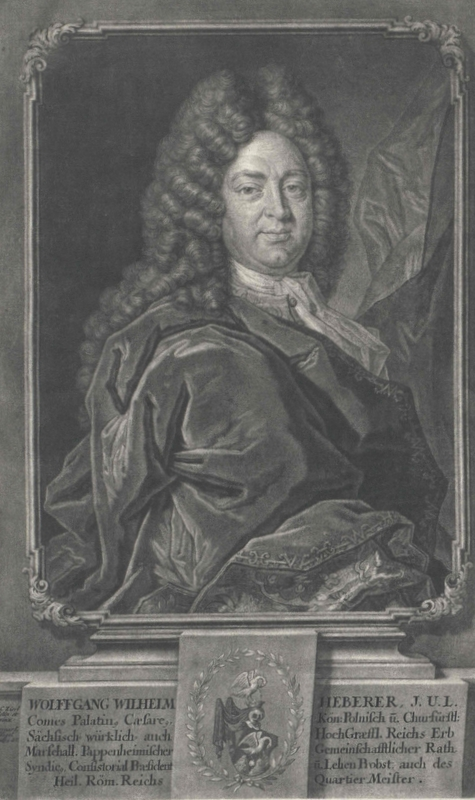
Wolfgang Wilhelm Heberer, gestochen von Bernhard Vogel nach einem Bild von Johann Carl Zierl, Österreichische Nationalbibliothek

Wolfgang Wilhelm Heberer (* Oktober 1659 in Weißenburg in Bayern; † Januar 1721 ebenda) war Kaiserlicher Hofpfalzgraf (Comes palatinus Caesareus), Königlich-Polnischer und Kurfürstlich-Sächsischer sowie Hofgräflicher Pappenheimischer Rat, Syndicus, Konsistorialpräsident und Lehenprobst sowie Reichsquartiermeister des Heiligen Römischen Reichs. Er wurde am 1. November 1659 getauft und am 22. Januar 1721 begraben.

## Leben und Wirken

### Familie
Der Archidiakon in Weißenburg Johann Nikolaus Sonnenmeyer hielt im Jahre 1721 eine Leichenpredigt für Wolfgang Wilhelm Heberer. Diese Schrift war offensichtlich nur noch in der Herzogin Anna Amalia Bibliothek in Weimar vorhanden, der Sammelband wurde aber durch den Brand im Jahre 2004 erheblich beschädigt und ist zurzeit nicht verfügbar. Eine Restaurierung ist aber geplant. Deshalb sind zurzeit nur wenige biographische Daten überliefert.
Heberer entstammt einer Familie, deren Mitglieder sich über mehr als hundert Jahre um das öffentliche Wohl und verschiedene Freie und Reichsstädte des Heiligen Römischen Reichs Deutscher Nation verdient gemacht haben.
Sein Vater war der Jurist Lic. Johann Philipp Heberer, hochfürstlicher Eichstätter und hochgräflich Pappenheimisch-hochansehnlicher Rat und danach ältester Consulent und Syndicus bei der Reichsstadt Weißenburg im heutigen Bayern. Sein jüngerer Bruder Johann Wolfgang Heberer (1675–1730) war ebenfalls Consulent und Syndicus in Weißenburg.
Heberer heiratete am 26. September 1682 Anna Maria Roth. Über diese Ehe ist sonst nichts weiteres bekannt. Später war er verheiratet mit Maria Sibylla Beutelschmid, die im Jahre 1704 während des Spanischen Erbfolgekrieges vor den französisch-bayerischen Truppen nach Coburg geflohen und auf der Flucht verstorben war.

### Leben und Bedeutung
Heberer studierte ab September 1674 (Immatrikulationsdaten: 30. September 1674 und 19. Juni 1676) Rechtswissenschaften an der Universität in Altdorf und legte der Fakultät im Jahre 1682 seine Inaugural-Disputation über das Näherrecht vor. Dabei handelt es sich um ein aus der mittelalterlichen Gebundenheit des Bodens entstandenes, bis ins 19. Jahrhundert geübtes Recht, gegen Erstattung von Kaufpreis und Aufwendungen verkauften Grundbesitz (auch Grunddienstbarkeiten, selten Fahrnis) »an sich zu ziehen« (Vorkaufsrecht). Ziel war die Erhaltung von Familien-, Herrschafts- und Genossenschaftsgütern. Dementsprechend konnte es von Erben (Erblosung), Mark- und Dorfgenossen (Marklosung) oder dem Grund- beziehungsweise Lehensherrn (innerhalb bestimmter Frist) geltend gemacht werden.
Zu diesem Zeitpunkt war Haberer schon am Hof in Pappenheim tätig und designierter Syndicus. Nach der bestandenen Abschlussprüfung führte er den akademischen Titel Lizentiat (Lic.).
In Pappenheim residierte der Reichserbmarschall. Das Amt des Marschalls war seit Otto I. eines der Erzämter und später mit der Kurwürde verbunden. In der Goldenen Bulle wird der Kurfürst von Sachsen als Reichs-Erzmarschall (Archimarescallus) benannt. Die Stellvertretung war erblich als Reichserbmarschall (Vicemarescallus) an die Grafen von Pappenheim gebunden. Seit der Renaissance hatte das Amt lediglich zeremonielle Aufgaben bei den Kaiserkrönungen und Reichstagen zu erfüllen. Der Reichsquartiermeister war der oberste Beamte der Kanzlei des Reichserbmarschalls, der bei Reichsversammlungen zuständig war für die Beschaffung von Unterkunft und Verpflegung der Gesandtschaften, das Polizeiwesen, die öffentliche Sicherheit und den geordneten Verlauf der Veranstaltung sowie die Rechtsprechung über die Gesandtschaftsbediensteten. Heberer wurde in Pappenheim Hofgräflicher Pappenheimischer Rat, Syndicus, Lehen-Probst (Richter in Lehensangelegenheiten) sowie Reichsquartiermeister des Heiligen Römischen Reichs.
In seiner Eigenschaft als Reichsquartiermeister organisierte Heberer die Wahl und die Krönung des Habsburgers Joseph I zum römischen Kaiser zum Jahreswechsel 1689–1690 in Augsburg. Am 12. Oktober 1711 wählten die Kurfürsten Karl VI als letzten Habsburger zum römisch-deutschen König. Am 22. Dezember 1711 wurde er in Frankfurt am Main zum Kaiser gekrönt. An dieser Krönung nahm Heberer ebenfalls als Reichsquartiermeister teil.
Am 29. Juli 1699 wurde Heberer auf seinen schriftlichen Antrag von dem Kaiser des Heiligen Römischen Reiches sowie König von Ungarn Leopold I in Wien zum Kaiserlichen Hofpfalzgrafen (Comes palatinus Caesareus) bestellt. Dabei handelt es sich um eine durch Karl IV. erneuerte Würde, die an die alte Stellung des Pfalzgrafen im Hofgericht anknüpfte. Damit hatte er die Vollmacht (comitiva), in gewissen Fällen der freiwilligen Gerichtsbarkeit (Legitimation unehelicher Kinder, Volljährigkeitserklärung, Adoptionsbestätigung, Beglaubigung der Errichtung von Testamenten u. ä.), für gewisse königliche Gnadenakte und z. B. die Verleihung von Adelsbriefen, Wappenbriefen, akademischen Würden, die Ernennung von Notaren sowie die Vornahme von Dichterkrönungen. So erteilte er im Jahre 1712 Christoph Sigmund von Woellwarth auf Laubach, württ. Grenadierhauptmann, die venia aetatis, um ihm schon vor dem 25. Lebensjahr die Verwaltung seiner Erbgüter zu ermöglichen. Dem Bescheid wurde das Palatinat-Insigel beigefügt.
Der sächsische Kurfürst August II. der Starke (1670–1733) war seit 1697 in Personalunion König von Polen. Der jeweilige regierende Graf von Pappenheim bekleidete das Amt des Kurfürstl. Sächsischen Kämmerers, sodass Heberer auch den Titel Königl.-Polnischer und Kurfürstlich.- Sächsischer Rat trug.
Im Titel der beschädigten Leichenpredigt von Sonnenmayer wird Heberer als Konsistorialpräsident bezeichnet. Nähere Angaben dazu sind zurzeit nicht möglich, da die Leichenpredigt an anderen Orten offensichtlich noch nicht aufgefunden wurde.

## Dissertation
- Wolfgang Wilhelm Heberer: Disputatio Inauguralis De Jure Retractus. Altdorfi[i], 1682. reader.digitale-sammlungen.de.

## Leichenpredigt
- Johann Nikolaus Sonnenmeyer, Der Christen Ruhm in Christo ..., (Gedächtnispredigt auf Wolfgang Wilhelm Heberer, Consistorialpräsident in Weißenburg, gest. 1721), 1721 opac.ub.uni-weimar.de (durch Brand zerstört, Restaurierung ist aber geplant).